# Taekwondo-Pumsae-Europameisterschaften 2025
Die 17. Taekwondo-Pumsae-Europameisterschaften wurden vom 16. bis zum 17. April 2025 in Tallinn, Estland, ausgetragen.
Die Veranstaltung wurde von der European Taekwondo Union in Zusammenarbeit mit dem internationalen Sportverband World Taekwondo organisiert und vom estnischen Taekwondo-Verband (Eesti Taekwondo Liit) ausgerichtet. Das Turnier ist als G4-Wettkampf klassifiziert.

## Medaillenspiegel
| Rank | Nation                 | Gold | Silver | Bronze | Gesamt |
| ---- | ---------------------- | ---- | ------ | ------ | ------ |
| 1    | Spanien                | 0    | 0      | 0      | 0      |
| 2    | Deutschland            | 0    | 0      | 0      | 0      |
| 3    | Dänemark               | 0    | 0      | 0      | 0      |
| 4    | Vereinigtes Königreich | 0    | 0      | 0      | 0      |
| 5    | Italien                | 0    | 0      | 0      | 0      |
| 6    | Türkei                 | 0    | 0      | 0      | 0      |
| 7    | Frankreich             | 0    | 0      | 0      | 0      |
| 8    | Schweden               | 0    | 0      | 0      | 0      |
| 9    | Finnland               | 0    | 0      | 0      | 0      |
| 10   | Niederlande            | 0    | 0      | 0      | 0      |
| 11   | Ukraine                | 0    | 0      | 0      | 0      |
| 12   | Portugal               | 0    | 0      | 0      | 0      |
| 13   | Österreich             | 0    | 0      | 0      | 0      |
| 14   | Tschechien             | 0    | 0      | 0      | 0      |
| 14   | Belgien                | 0    | 0      | 0      | 0      |
| 15   | Norwegen               | 0    | 0      | 0      | 0      |
| 15   | Serbien                | 0    | 0      | 0      | 0      |
| 15   | Polen                  | 0    | 0      | 0      | 0      |

## Ergebnisse: Traditionelle Pumsae

### Herren
| Disziplin        | Gold                  | Silber                       | Bronze                        |
| ---------------- | --------------------- | ---------------------------- | ----------------------------- |
| Einzel, Kadetten | Nikolaos Karakatsanis | Edward Sobiecki              | Topias Elonen                 |
| Einzel, Kadetten | Nikolaos Karakatsanis | Edward Sobiecki              | Utku Efe                      |
| Einzel, Junioren | Tim Voillard          | Gino van Leeuwen             | Nicolas Achilli               |
| Einzel, Junioren | Tim Voillard          | Gino van Leeuwen             | Liam Sky Lumban               |
| Einzel, bis 30   | Pierre-Malo Tranchant | Joël van der Weide           | Marco Palma                   |
| Einzel, bis 30   | Pierre-Malo Tranchant | Joël van der Weide           | Tomas Fernandez (Taekwondoin) |
| Einzel, bis 40   | Selgi Leblanc         | Ali Kemal Ustabas            | Alejandro Marin Borras        |
| Einzel, bis 40   | Selgi Leblanc         | Ali Kemal Ustabas            | Benjamin Harder               |
| Einzel, bis 50   | Mevlut Pekcan         | Sampsa Aukio                 | Eric Albasini                 |
| Einzel, bis 50   | Mevlut Pekcan         | Sampsa Aukio                 | Jae-Hyong Kim                 |
| Einzel, bis 60   | Namik Konanc          | Antonio Moreno (Taekwondoin) | Michael Bussmann              |
| Einzel, bis 60   | Namik Konanc          | Antonio Moreno (Taekwondoin) | Farid Begag                   |
| Einzel, bis 65   | Ata Alavi             | Jon Andersen                 | Werner Unlan                  |
| Einzel, bis 65   | Ata Alavi             | Jon Andersen                 | Teyfik Celik                  |
| Einzel, über 65  | Ali Pourtaheri        | Michel Carron                | Manfred Stadtmüller           |
| Einzel, über 65  | Ali Pourtaheri        | Michel Carron                | Leszek Wenecki                |

### Damen
| Disziplin        | Gold                   | Silber               | Bronze                     |
| ---------------- | ---------------------- | -------------------- | -------------------------- |
| Einzel, Kadetten | Mei Ling Duque Mendoza | Tia Rehana Nazir     | Ceren Behiye Okur          |
| Einzel, Kadetten | Mei Ling Duque Mendoza | Tia Rehana Nazir     | Amina Halhul               |
| Einzel, Junioren | Adrianna Beard         | Romane Soukhotine    | Tuong-Vi Hannah Do         |
| Einzel, Junioren | Adrianna Beard         | Romane Soukhotine    | Robin Leewis               |
| Einzel, bis 30   | Eva Sandersen          | Pia Hoffmann         | Alicia Brännback           |
| Einzel, bis 30   | Eva Sandersen          | Pia Hoffmann         | Axelle Bonnez              |
| Einzel, bis 40   | Anna Kim (Taekwondoin) | Laura Alvarez Suarez | Charlotte Pedersen         |
| Einzel, bis 40   | Anna Kim (Taekwondoin) | Laura Alvarez Suarez | Joelle Tze-Hsin Tieterickx |
| Einzel, bis 50   | Safiye Yalcin Turk     | Vanesa Ortega        | Johanna Nukari             |
| Einzel, bis 50   | Safiye Yalcin Turk     | Vanesa Ortega        | Tina Herrmann              |
| Einzel, bis 60   | Soo Mi Jo Lee          | Celine Hery          | Heekyung Reimann           |
| Einzel, bis 60   | Soo Mi Jo Lee          | Celine Hery          | Karin Traxler              |
| Einzel, bis 65   | Beatriz Queiro Campos  | Sylvia Gringer       | Sylvia Hohfeld             |
| Einzel, bis 65   | Beatriz Queiro Campos  | Sylvia Gringer       | Sirpa Huuskonen            |
| Einzel, über 65  | Eduarda Ferraz         | Mireille Aunac       | Tomasi Urizar              |
| Einzel, über 65  | Eduarda Ferraz         | Mireille Aunac       | Leni Niedermayr            |

### Team-Wettbewerbe
| Event                   | Gold                   | Silber                 | Bronze                 |
| ----------------------- | ---------------------- | ---------------------- | ---------------------- |
| Paar, Kadetten          | Finnland               | Spanien                | Vereinigtes Königreich |
| Paar, Kadetten          | Finnland               | Spanien                | Türkei                 |
| Paar, Junioren          | Vereinigtes Königreich | Italien                | Österreich             |
| Paar, Junioren          | Vereinigtes Königreich | Italien                | Deutschland            |
| Paar, bis 30            | Spanien                | Norwegen               | Italien                |
| Paar, bis 30            | Spanien                | Norwegen               | Schweden               |
| Paar, bis 50            | Dänemark               | Spanien                | Finnland               |
| Paar, bis 50            | Dänemark               | Spanien                | Tschechien             |
| Paar, bis 60            | Deutschland            | Spanien                | Österreich             |
| Paar, bis 60            | Deutschland            | Spanien                | Frankreich             |
| Paar, ab 60             | Deutschland            | Österreich             | Türkei                 |
| Paar, ab 60             | Deutschland            | Österreich             | Spanien                |
| Team männlich, Kadetten | Türkei                 | Vereinigtes Königreich | Finnland               |
| Team männlich, Kadetten | Türkei                 | Vereinigtes Königreich | Griechenland           |
| Team weiblich, Kadetten | Türkei                 | Spanien                | Finnland               |
| Team weiblich, Kadetten | Türkei                 | Spanien                | Vereinigtes Königreich |
| Team männlich, Junioren | Spanien                | Türkei                 | Ukraine                |
| Team männlich, Junioren | Spanien                | Türkei                 | Vereinigtes Königreich |
| Team weiblich, Junioren | Türkei                 | Spanien                | Norwegen               |
| Team weiblich, Junioren | Türkei                 | Spanien                | Vereinigtes Königreich |
| Team männlich, bis 30   | Spanien                | Deutschland            | Frankreich             |
| Team männlich, bis 30   | Spanien                | Deutschland            | Türkei                 |
| Team weiblich, bis 30   | Spanien                | Türkei                 | Deutschland            |
| Team weiblich, bis 30   | Spanien                | Türkei                 | Finnland               |
| Team männlich, bis 50   | Frankreich             | Türkei                 | Deutschland            |
| Team männlich, bis 50   | Frankreich             | Türkei                 | Finnland               |
| Team weiblich, bis 50   | Türkei                 | Vereinigtes Königreich | Deutschland            |
| Team weiblich, bis 50   | Türkei                 | Vereinigtes Königreich | Finnland               |
| Team männlich, bis 60   | Spanien                | Türkei                 | Dänemark               |
| Team männlich, bis 60   | Spanien                | Türkei                 | Vereinigtes Königreich |
| Team weiblich, bis 60   | Spanien                | Vereinigtes Königreich |                        |
| Team weiblich, bis 60   | Spanien                | Vereinigtes Königreich |                        |
| Team männlich, ab 60    | Türkei                 | Vereinigtes Königreich | Spanien                |
| Team männlich, ab 60    | Türkei                 | Vereinigtes Königreich |                        |

Quellen

## Ergebnisse: Freestyle-Pumsae

### Herren
| Disziplin       | Gold                    | Silber            | Bronze              |
| --------------- | ----------------------- | ----------------- | ------------------- |
| Einzel Junioren | Alvaro Ballesteros Diaz | Davyd Gavrylov    | Filippo Di Vincenzo |
| Einzel Junioren | Alvaro Ballesteros Diaz | Davyd Gavrylov    | Wyatt Sommerfeld    |
| Einzel Senioren | Aykut Tasgin            | Ruben Galdo Maira | Filippo Di Vincenzo |
| Einzel Senioren | Aykut Tasgin            | Ruben Galdo Maira | Borna Pecko         |

### Damen
| Disziplin       | Gold           | Silber            | Bronze                   |
| --------------- | -------------- | ----------------- | ------------------------ |
| Einzel Junioren | Yeva Gavrylova | Sofia Bechini     | Ecrin Yanit              |
| Einzel Junioren | Yeva Gavrylova | Sofia Bechini     | Robin Leewis             |
| Einzel Senioren | Eva Sandersen  | Valentina Arlotti | Judith Fernandez Albarca |
| Einzel Senioren | Eva Sandersen  | Valentina Arlotti | Leah Lawall              |

### Paar-Wettbewerbe
| Disziplin | Gold     | Silber  | Bronze  |
| --------- | -------- | ------- | ------- |
| Junioren  | Ukraine  | Italien | Spanien |
| Junioren  | Ukraine  | Italien | Türkei  |
| Senioren  | Dänemark | Italien | Türkei  |
| Senioren  | Dänemark | Italien | Ukraine |

### Team-Wettbewerb
| Disziplin          | Gold    | Silber  | Bronze      |
| ------------------ | ------- | ------- | ----------- |
| Mixed-Team bis 17  | Italien | Spanien | Ukraine     |
| Mixed-Team bis 17  | Italien | Spanien |             |
| Mixed-Team über 17 | Italien | Spanien | Türkei      |
| Mixed-Team über 17 | Italien | Spanien | Deutschland |

Ergebnisse: Freestyle Tag 1, Freestyle Tag 2

## Weiterführende Informationen
Ebenfalls in Tallinn werden im selben Jahr vom 28. April bis zum 4. Mai die Europameisterschaften im ITF-Taekwondo ausgetragen.